# Лекуио Танаро
Лѐкуио Та̀наро (на италиански: Lequio Tanaro; на пиемонтски: Lequi, Лекуи) е село и община в Северна Италия, провинция Кунео, регион Пиемонт. Разположено е на 328 m надморска височина. Населението на общината е 806 души (към 2010 г.).